# Gesamtministerium Heinze
Das Gesamtministerium Heinze bildete vom 26. Oktober 1918 bis 13. November 1918 die letzte von König Friedrich August III. berufene Landesregierung des Königreiches Sachsen. Der Regierung wurden vier „parlamentarische Minister“ zugefügt, die als Vertreter der Mehrheitsparteien zwischen der zweiten Kammer des Landtags und der Regierung vermitteln sollten. Es handelte sich dabei um zwei Sozialdemokraten und zwei Liberale.
Im Zuge der Novemberrevolution dankte der König am 13. November 1918 ab und die Regierung Heinze wurde durch den Rat der Volksbeauftragten unter Führung des linken Sozialdemokraten Richard Lipinski abgelöst.
| Amt                                                     | Name                                                                           |
| ------------------------------------------------------- | ------------------------------------------------------------------------------ |
| Vorsitzender des Gesamtministeriums, Justiz und Äußeres | Rudolf Heinze (NLP)                                                            |
| Inneres                                                 | Walter Koch                                                                    |
| Finanzen                                                | Max Otto Schröder                                                              |
| Kultus und öffentlicher Unterricht                      | Alfred von Nostitz-Wallwitz                                                    |
| Krieg                                                   | Karl Victor von Wilsdorf                                                       |
| Minister ohne Geschäftsbereich (ab 1. November 1918)    | Julius Fräßdorf (SPD) Oscar Günther (FVP) Max Heldt (SPD) Emil Nitzschke (NLP) |